# Романенко Роман Сергійович
Рома́н Сергі́йович Романе́нко (21 січня 1994 — 10 серпня 2019) — молодший лейтенант Збройних сил України, учасник російсько-української війни.

## Життєпис
Народився 1994 року в Дніпропетровську (Самарський район міста); був єдиною дитиною у батьків. Займався спортом — боксом, бігом, кросфітом. Любив подорожувати, захоплювався фотографією, був фаном ФК «Дніпро». Навчався у ДНУ ім. О. Гончара за спеціальністю «маркетинг», брав участь у студентському русі «Bionic Leader School».
Під час Революції Гідності їздив на Майдан. У листопаді 2015 року перевівся на заочну форму навчання та приєднався до «Азова». Пройшов курси снайперської підготовки; у 2016—2017 роках виконував завдання на Маріупольському напрямку. Отримав звання сержанта, став командиром відділення снайперів. З 2017 по 2018 рік постійно виконував бойові завдання по всій лінії фронту — Водяне, Широкине, Павлопіль, Мар'їнка, Авдіївка, Катеринівка, від лютого 2019-го — на Світлодарській дузі. У березні витяг пораненого командира з поля бою, у травні присвоєно офіцерське звання; молодший лейтенант, заступник командира групи спеціального призначення.
10 серпня 2019 року загинув в обідню пору поблизу Світлодарська — від уламкових поранень внаслідок підриву на ворожому фугасі. Це сталося під час виконання бойового завдання групою розвідки, яка відстежувала пересування противника. Після вибуху почався обстріл з автоматичного гранатомета з боку окупованого села Лозове, це завадило евакуювати тіло загиблого воїна — «азовці» тричі намагалися дістати побратима. 11 серпня терористи вивезли тіло з «сірої зони» поблизу села Розсадки. 13 серпня відбулася передача тіла поблизу мосту біля міста Щастя.
Похований у місті Дніпро.
Без Романа лишилася мама.

## Нагороди та вшанування
- Указом Президента України № 625/2019 від 23 серпня 2019 року за «особисту мужність і самовіддані дії, виявлені у захисті державного суверенітету та територіальної цілісності України» — нагороджений орденом «За мужність» III ступеня (посмертно)[3]